# Дешифриране
Във филологията дешифрирането означава да се открие значението на текстове, написани на древни или неизвестни езици или писмености.  Дешифрирането в криптографията се отнася до декриптиране.  В ежедневната реч терминът се използва иронично за описване на опит за четене на лош почерк.  В генетиката дешифрирането е успешният опит за разчитане на ДНК, който се разглежда метафорично като текст, съдържащ словоподобни единици.  В последния случай терминът дешифриране е синоним на разбирането на биологичните и химичните явления.

## Древни езици
В няколко случая е бил необходим многоезичен артефакт, за да се улесни дешифрирането, като класическият пример е Розетският камък. Статистическите техники осигуряват друг път към дешифрирането, както и анализът на съвременните езици, произхождащи от древните езици, на които са написани недешифрирани текстове. При проверката на хипотетичните разшифровки е полезна археологическата и историческа информация.

## Известни учени в областта
| Име на учен                                              | Дешифрирана писменост                                   |
| -------------------------------------------------------- | ------------------------------------------------------- |
| Магнус Целзий                                            | Неустойчиви руни                                        |
| Jón Ólafsson of Grunnavík                                | Шифровани руни                                          |
| Жан-Франсоа Шамполион                                    | Египетски йероглифи                                     |
| Георг Гротефенд Гротефенд, Ежен Бурноф и Хенри Роулинсън | Староперсийски клинопис                                 |
| Мануел Гомес-Морено                                      | Североизточна иберийска писменост                       |
| Джеймс Принсеп                                           | Брахми, Харости                                         |
| Едуард Хинс                                              | Месопотамско клинописно писмо                           |
| Bedřich Hrozný                                           | Хетски клинопис                                         |
| Вилхелм Томсен                                           | Старотюркски език                                       |
| Джордж Смит и Самюъл Бирч и др.                          | Кипърска сричкова писменост                             |
| Ханс Бауер и Едуар Пол Дорме                             | Угаритска азбука                                        |
| Wang Yirong, Liu E и Sūn Yíràng, et al.                  | китайска жреческа писменост (Oracle Bone script)        |
| Майкъл Вентрис, Джон Чадуик и Алис Кобер                 | Линеар Б                                                |
| Юрий Кнорозов и Татяна Проскуриакова и др.               | писменост на маите                                      |
| Jan-Olof Tjäder                                          | Уголемен шрифт от Равена (вариант на латинската азбука) |
| Заза Алексидзе                                           | Кавказка албанска азбука                                |

### Дешифрирани писмености
- клинописно писмо
- Египетски йероглифи
- карощи
- Линеар Б
- писменост на маите
- Неустойчиви руни
- Кипърска сричкова писменост

### Недешифрирани писмености
- Ронгоронго
- Индуска писменост
- Критски йероглифи
- Линеар А
- Библоска писменост
- Линеен еламит
- Кипърско-минойска писменост
- Espanca

### Недешифрирани текстове
- Фестоски диск
- Rohonc Codex
- Ръкопис на Войнич